# Genetisk variation
|  | Sammenskrivningsforslag Artiklen Miljø og genetisk variation er foreslået føjet ind i Genetisk variation. (Siden maj 2018) Diskutér forslaget |

Genetisk variation er variation i genomet mellem individer af samme art, og den variation i fænotyper, som skyldes variation i genomet.

## Variation påDNA-niveau
Med sekventering af DNA fra mange forskellige organismer er det konstateret, at der er omfattende variation mellem individer i genomernes DNA-sekvens og genomernes struktur.

### Ændringer, der berører mindre stykker DNA
En række typer af variation består i mindre ændringer i sekvensen
- Variation i basesekvensen
- Tab eller erhvervelse af korte stykker DNA
- Forskel i antal gentagelser af kort DNA-stykker

Konsekvenserne af disse forskelle afhænger helt af, hvilke dele af kromosomerne, som er berørt. Nogle ændringer laver større eller mindre ændringer i gener, andre ændrer kontrolelementer og dermed genernes funktion, andre igen ændrer dele af kromosomerne, som ikke har nogen selvstændig funktion. Selv når ændringerne giver forskelle i gensekvenserne vil det ofte ikke resultere i observerbare forskelle i fænotyperne.

### Ændringer i kromosomernes form
Der findes et antal forskellige typer af variation i kromosomerne:
- Dele af et kromosom kan dubleres (dublikation).
- Dele af et kromosom kan mistes (deletion).
- Dele af et kromosom kan vendes om (inversion).
- Kromosomer kan udveksle stykker (translokation).
- Telocentriske kromosomer kan fusionere (robertsonske translokationer).

Disse typer af variation kan variere meget med hensyn til størrelsen af det stykke kromosom, som er berørt. Effekten af kromosommutationer varierer meget alt efter hvilke dele af kromosomerne, som er berørt.

### Kromosomtalsmutationer
Der er flere typer af variation i kromosomtal.
- Der kan være individer med en ekstra kopi af et kromosom (trisomi).
- Der kan være individer med en manglende kopi af et kromosom (monosomi).
- Nogle individer kan helt mangle et kromosom (nullisomi).

Effekten af kromosomtalsmutationer er som regel drastiske. Individer med kromosomtalsmutationer vil ofte være sterile. Af disse grunde henregnes kromosomtalsmutationer ofte ikke til genetisk variation.

### Ploidivariation
I en del planter findes der variation i antallet af hele kromosomsæt. Nogle populationer vil være diploide, men andre kan være tetrapolide eller højere.

## Variation i Gener
De fleste gener findes i forskellige former, som betegnes alleler.

## Genetisk variation på fænotypisk niveau
Der eksisterer genetisk variation i næsten alle egenskaber, hvor dette er blevet undersøgt. Den indflydelse, som gener spiller for variationen i egenskaben, måles ved den andel af den samlede varians, som kan forklares ved genetiske årsager. Denne andel kaldes arveligheden. Arveligheden varierer fra egenskab til egenskab, fra population til population og varierer med mængden af miljømæssig variation.
En meget stor del af den samlede variation, som findes på DNA-niveau, har ingen fænotypiske konsekvenser. Mængden og den evolutionære udvikling af denne del af variationen forklares ved genetisk drift.

## Genetisk variation og selektion
Genetisk variation er grundlaget for udvikling og tilpasning - både i forbindelse med naturlig selektion og forædling af dyr og planter. Mængden af genetisk variation for en egenskab er afgørende for, hvor hurtigt en egenskab kan ændre sig som følge af selektion. Helt præcist er det arveligheden i snæver forstand, som måler, hvor effektivt selektion kan virke.

## Tab af genetisk variation
Flere mekanismer reducerer over tid den genetisk variation:
- Genetisk drift som følge af endelige populationsstørrelser.
- Selektion fører over tid til elimination af alleler, som selekteres imod. Kortfristet vil selektion reducere variation som følge af bulmereffekten.